# ناسخ‌التواریخ
ناسخ‌التواریخ، تألیف محمدتقی سپهر کاشانی، کتابی است در تاریخ عمومی عالم در ۹ جلد.
ناسخ‌التواریخ کتابی است در تاریخ عمومی عالم که نه جلد آن را میرزا محمدتقی سپهر لسان‌الملک اول تألیف کرده‌ است. مؤلف از سال ۱۲۵۸ ه‌.ق به دستور محمد شاه قاجار و تشویق حاجی میرزا آقاسی مأمور تألیف آن شد. کتاب اول را در دو جلد در ظرف مدت پنج سال تدوین کرد و به سال ۱۲۶۳ ه‌.ق به پایان برد. سپس در زمان سلطنت ناصرالدین شاه به تألیف تاریخ قاجاریه دست زد و در سال ۱۲۷۴ آن را به انجام رسانید و مورد پسند شاه واقع شد و پس از پایان دادن آن، به نگارش مجلدات کتاب دوم ناسخ‌التواریخ پرداخت و شش جلد از آن را تألیف کرد. کتاب ناسخ‌التواریخ تألیف میرزا محمدتقی سپهر، با تاریخ قاجاریه جمعاً ۹ جلد است. بخش تاریخ قاجاریهٔ ناسخ‌التواریخ کتاب مستقلی است که از تأسیس حکومت قاجار تا وقایع ده سال اول سلطنت ناصرالدین شاه را در برمی گیرد. سپهر در نگارش بخش قاجاریه از دیده‌ها و شنیده‌های خود و اسناد و مدارک رسمی بهره برده است. بخش قاجار ناسخ‌التواریخ نخستین بار به کوشش جهانگیر قائم‌مقامی در سال ۱۳۳۷ خورشیدی در تهران منتشر شد.